# UNIBRATI
Universidade Brasileira de Terapia Intensiva, Instituição de Ensino Superior vinculada ao Ensino Corporativo em UTIs fundada em 2002 como Instituto Brasileiro de Terapia Intensiva. Fazendo parte da Educação Corporativa Oficial, Efetua trabalho educacional em todo território brasileiro em âmbito de Pós-Graduação. UNIBRATI é a primeira Universidade Corporativa Internacional com atuação no Ensino e Pesquisa no paciente crítico.